# Anelasma squalicola
Anelasma squalicola är en kräftdjursart som först beskrevs av Loven 1844. Enligt Catalogue of Life ingår Anelasma squalicola i släktet Anelasma och familjen Anelasmatidae, men enligt Dyntaxa är tillhörigheten istället släktet Anelasma och familjen Lepadidae. Arten har ej påträffats i Sverige. Inga underarter finns listade i Catalogue of Life.